# $10
Singles de SMAP
Kimi wa Kimi da yo
(9 septembre 1993) Kimi Iro Omoi
(1er janvier 1994)
$10 est le dixième single du groupe masculin japonais SMAP.

## Détails
Il sort le 11 novembre 1993 
sous format mini-CD single de 8 cm et atteint la 5e place des classements hebdomadaires des ventes de l'Oricon. Le single contient la chanson-titre, la chanson face-B Hanashi wo Shite Itakute (écrite par Megumi Ogura) et leurs versions instrumentales.
La chanson, écrite par Kenji Hayashida et Hiromi Mori, la chanson-titre figurera sous une autre version sur le cinquième album studio du groupe, SMAP 005, qui sortira l'année suivante. Elle figurera notamment sur certaines et prochaines compilations du groupe comme l'album de remix BOO de 1995, les compilations normales COOL de 1995 et WOOL de 1996, sous sa version originale.

## Formation
- Masahiro Nakai (leader) : chœurs
- Takuya Kimura : chant principal, chœurs
- Katsuyuki Mori : chant principal, chœurs
- Tsuyoshi Kusanagi : chœurs
- Goro Inagaki : chœurs
- Shingo Katori : chœurs

## Liste des titres
| 1. | $10                                         |  |
| 2. | Hanashi wo Shite Itakute (話をしていたくて) |  |
| 3. | $10 (instrumental)                          |  |
| 4. | Hanashi wo Shite Itakute (instrumental)     |  |